# Chernyshev (månekrater)
Chernyshev er et nedslagskrater på Månen. Det befinder sig på den nordlige del af Månens bagside og er opkaldt efter den sovjetiske raketingeniør Nikolaj G. Tjernysjov (1906 – 1963).
Navnet blev officielt tildelt af den Internationale Astronomiske Union (IAU) i 1970. 

## Omgivelser
Chernyshevkrateret ligger nordøst for Chandlerkrateret og sydøst for den store bjergomgivne slette D'Alembert. 

## Karakteristika
Kraterranden er nedslidt af senere nedslag, og der ligger mange småkratere langs den. Især den sydlige del er blevet mere eroderet og ændret af disse end den nordlige del af omkredsen. Kraterbunden er mere ramt i den østlige halvdel end i den vestlige, selvom den sidstnævnte ikke er gået helt fri for små nedslag. Bunden er ellers forholdsvis jævn og mangler en central top og betydende højderygge.

## Satellitkratere
De kratere, som kaldes satellitter, er små kratere beliggende i eller nær hovedkrateret. Deres dannelse er sædvanligvis sket uafhængigt af dette, men de får samme navn som hovedkrateret med tilføjelse af et stort bogstav. På kort over Månen er det en konvention at identificere dem ved at placere dette bogstav på den side af satellitkraterets midte, som ligger nærmest hovedkrateret. Chernyshevkrateret har følgende satellitkratere:
| Chernyshev | Længde  | Bredde   | Diameter |
| ---------- | ------- | -------- | -------- |
| B          | 48,5° N | 175,7° Ø | 20 km    |

## Måneatlas
- Billeder af Chernyshevkrateret i LPI-måneatlasset